# Тайвански проток
Тайванският проток (Тайванханся, Формозки проток) (на китайски: 台灣海峽) е проток между източния бряг на Азия и остров Тайван, свързващ Източнокитайско море на север с Южнокитайско море на юг. Дължина около 360 km, минимална ширина 160 km, минимална дълбочина на фарватера 60 m. В най-тясната си част е широк 130 km.

## География
Западната част на протока граничи с китайската провинция Фудзиен, чийто бряг е висок и силно разчленен от малки заливи, полуострови и острови (Хайтандао, нанжидао, Дзинминдао), а тайванския бряг е нисък и праволинеен с малката група тайвански острови Пенху, разположени в южната му част. В него от запад се вливат множество реки, водещи началото си от планината Уишан, като най-голямата е Миндзян. Морското течение, което преминава през протока през зимата е с направление от север на юг, а през лятото – обратно, със скорост 1 km/h. По бреговете му се наблюдават високи приливни течения. Протокът представлява важен коридор за корабоплаването, като най-големите градове и пристанища по бреговете му са Гаосюн и Тайнан на остров Тайван, Фуджоу, Цюанджоу и Сямън (Амой) в провинция Фудзиен на Китай.

## История
Тайванският проток е бил сцена на няколко военни конфликта между военноморските сили на Китай и Тайван след края на Китайската гражданска война от 1949 г., когато силите на Гоминдан, предвождани от генералисимус Чан Кайшъ, преминават протока и установяват правителството си на Тайван.
През 2005 г. Китай предлага изграждането на тунел под протока, който да свързва Фуджоу с Тайпе. Ако този план бъде осъществен, тунелът многократно ще надхвърля дължината на кой да е тунел по света в днешно време. Пекинските инженери твърдят, че тунелът технически и осъществим. Въпреки това, правителството на Тайван отказва да отвори пряка връзка с Китай, поради съображения за сигурност, както и от страх, че ще се наложи признае политиката на единен Китай след разделянето на двата Китая.